# نوبواتسو أوكي
نوبواتسو أوكي (باليابانية: 青木宣篤؛ بالكانا: あおき のぶあつ) هو متسابق دراجات نارية ياباني. نافس في سباقات بطولة العالم لفئة 500 سي سي ولفئة 250 سي سي ولفئة 50 سي سي. كما شارك في بطولة العالم للموتو جي بي.

## روابط خارجية
- نوبواتسو أوكي على موقع MotoGP.com (الإنجليزية)